# Taara
Taara ili Taarapita ili Tharapita je bog rata u estonskoj mitologiji i to starog naroda nastanjenog na otoku Saaremaa -  Oeselians. Isti bog također je bio poznat narodu Vironian (Vironi), smještenom u sjevernoj  Estoniji. Prema zapisima, kad su križari provalili u Vironu (1220 godine) ondje je bio smješten predivan pošumljen brežuljak za koji su Vironi vjerovali da je mjesto gdje se Taarrapita rodio i s njega odletio na Saaremu. Danas je taj brežuljak smješten u estonskom okrugu Lääne-Viru, a najvjerojatnije ime je Ebevere mägi (brežuljak Ebavere). Taarapita se često povezuje sa skandinavskim bogom Thorom, zbog uzvika ˝Taara aita˝ (pomozi Taaru!).